# Абрамсон, Мэри Лазаревна
Мэри Лазаревна Абрамсон (11 декабря 1918, Каунас, Литва — 14 марта 2010, Москва) — советский российский историк-медиевист, доктор исторических наук, профессор, профессор кафедры всеобщей истории МГГУ им. М. А. Шолохова, специалист по социально-экономической истории Южной Италии и итальянской культуре эпохи Возрождения.

## Биография
Родилась в семье служащих. В 1927 г. в связи с работой отца в торгпредстве семья переехала в Берлин. С 1930 г. семья живёт в Москве. В 1936 г. М. Л. Абрамсон поступила на исторический факультет Московского государственного института истории, философии и литературы (МИФЛИ), где её учителем был медиевист А. И. Неусыхин. В 1941 г. после окончания института по распределению вместе с мужем Б. Г. Спириным переехала в Улан-Удэ. Преподавала историю в школе, затем стала ассистентом в Бурят-Монгольском педагогическом институте.
Вернувшись в Москву после войны, поступила в аспирантуру МГУ. В 1949 г. защитила кандидатскую диссертацию «Сицилийское королевство и Империя в первой половине XIII в.». Отец Лазарь (Лейзер) Меерович Абрамсон (1884—1962), уроженец Вильямполе, старший инженер-механик, референт в Моснаучтехобъединении НИТИНФ, был арестован 13 декабря 1950 года, 1 сентября 1951 года осуждён на восемь лет ИТЛ (реабилитирован в 1956 году). До 1961 г. Мэри Абрамсон не могла найти работу по специальности, занималась редактированием и переводами. В 1961 г. стала доцентом, а затем профессором кафедры всеобщей истории Московского государственного заочного педагогического института (впоследствии — МГГУ им. М. А. Шолохова).
В 1968 г. была защищена докторская диссертация на тему «Формирование феодальных отношений в Южной Италии в X—XIII вв.».

## Научная деятельность
Сфера научных интересов — социально-экономическая история Южной Италии и итальянская культура эпохи Возрождения.
Докторская диссертация М. Л. Абрамсон была посвящена социально-экономическим отношениям в Южной Италии в период развитого Средневековья. Изучались положение крестьянства и крестьянские движения, роль торговли, арендных и вотчинных отношений в экономике региона, особенности южноитальянской общины, характерные черты южноитальянского города в раннее средневековье.
Помимо исследования социальных процессов в средневековой Италии важное место в наследии медиевиста занимает изучение итальянского Возрождения. В монографии «От Данте к Альберти» (1979) исследователь раскрывает предпосылки вызревания Ренессанса в Италии, основные черты эпохи Возрождения, особенности нового гуманистического мировоззрения, рисует широкую картину общественно-политической и философской мысли эпохи. Работу характеризует отказ от противопоставления Возрождения Средним векам. Возрождение рассматривается как особая культурная эпоха, связанная с формированием нового типа личности, с антропоцентризмом как новой идеологией.
В 1990-х гг. принимала участие в семинаре Ю. Л. Бессмертного «Индивид и частная жизнь в странах Европы и Азии» (ИВИ РАН). В ее работах особое внимание уделялось частной жизни средневекового человека: истории флорентийских семей Морелли, Питти, Строцци, специфике мировоззрения людей XIV—XV вв.

## Семья
Муж — Борис Георгиевич Спирин, нейрохирург.
Сестра — Дина Лазаревна Абрамсон (1924—?).

## Основные работы
- Положение крестьянства и крестьянские движения в Южной Италии в XII—XIII вв. // Средние века. 1951. Вып. 3. С. 49-73.
- Крестьянство в византийских областях Южной Италии (IX—XII вв.) // Византийский временник. 1953. Т. 7. C. 161—193.
- Луццатто Дж. Экономическая история Италии. Античность и средние века (до XV в.) / пер. М. Л. Абрамсон. М., 1954.
- О некоторых особенностях развития феодальных отношений в Южной Италии в XII—XIII вв. // Средние века. 1954. Вып. 5. С. 59-85.
- О роли арендных отношений в социально-экономическом развитии Южной Италии (IX—XI вв.) // Из истории трудящихся масс Италии: Сб. ст. М., 1959. С. 3-46.
- Вотчина в Южной Италии IX—XI вв. // Византийские очерки. М., 1961. С. 137—173.
- О состоянии производительных сил в сельском хозяйстве Южной Италии (X—XIII вв.). Земледелие // Средние века. 1965. Вып. 28. С. 18-37.
- Влияние торговли на формирование феодальных отношений в Южной Италии (IX—XIII вв.) // Средние века. 1968. Вып. 31. С. 155—179.
- Южноитальянская община IX—XIII вв. // Средние века. 1969. Вып. 32. С. 77-96.
- Южная Италия IX — XIII вв // История Италии / Институт истории АН СССР, ред. коллегия: С. Д. Сказкин, К. Ф. Мизиано, С. И. Дорофеев. — М.: Наука, 1970. — Т. 1 / отв. ред. С. Д. Сказкин. Под ред. Л. А. Котельниковой и В. И. Рутенбурга. — С. 130—199. — 580 с. — 19 250 экз.
- Характерные черты южноитальянского города в раннее средневековье (VI—XI вв.) // Средние века. 1976. Вып. 40. С. 12-28.
- От Данте к Альберти. М.: Наука, 1979. 176 с.
- К проблеме типологии южноитальянского города (XII—XIII вв.) // Средние века. 1988. Вып. 51. С. 35-57.
- Семья в реальной жизни и в системе ценностных ориентаций в южноитальянском обществе X—XIII вв. // Женщина, брак, семья до начала нового времени: Демографические и социокультурные аспекты. М., 1993. С. 38-55.
- Сицилийское королевство как особый вариант государственной структуры в Западной Европе // Средние века. 1994. Вып. 57. С. 3-16.
- Супруги, их родные и близкие в южноитальянском городе Высокого Средневековья (X—XIII вв.) // Человек в кругу семьи. Очерки по истории частной жизни в Европе до начала Нового времени. М., 1996. С. 103—135.
- Алессандра Строцци и ее семья (Флоренция, XV век) // Человек в мире чувств. Очерки по истории частной жизни в Европе и некоторых странах Азии до начала нового времени. М., 2000. С. 29-69.
- «Полная страданий и тревог» жизнь Джованни Морелли // Хождения во Флоренцию. Флоренция и флорентийцы в русской культуре: Из века XIX в век XXI. М., 2003. С. 627—636.
- Человек итальянского Возрождения. Частная жизнь и культура. М.: РГГУ, 2005. 428 с.
- Человек итальянского Возрождения, частная жизнь и культура // Средние века. 2007. Вып. 67. С. 273—278 (в соавт. с И. А. Красновой)[5]